# Comuna Sintea Mare, Arad
Sintea Mare (în maghiară Szente) este o comună în județul Arad, Crișana, România, formată din satele Adea, Sintea Mare (reședința) și Țipar.

## Demografie
Componența etnică a comunei Sintea Mare
     Români (51,65%)
     Maghiari (34,5%)
     Slovaci (3,95%)
     Romi (3,78%)
     Alte etnii (0,56%)
     Necunoscută (5,56%)
Componența confesională a comunei Sintea Mare
     Ortodocși (36,35%)
     Romano-catolici (20,49%)
     Reformați (16,36%)
     Greco-catolici (9,54%)
     Penticostali (7,35%)
     Adventiști (1,61%)
     Alte religii (2,4%)
     Necunoscută (5,91%)
Conform recensământului efectuat în 2021, populația comunei Sintea Mare se ridică la 3.417 locuitori, în scădere față de recensământul anterior din 2011, când fuseseră înregistrați 3.742 de locuitori. Majoritatea locuitorilor sunt români (51,65%), cu minorități de maghiari (34,5%), slovaci (3,95%) și romi (3,78%), iar pentru 5,56% nu se cunoaște apartenența etnică. Din punct de vedere confesional, cei mai mulți locuitori sunt ortodocși (36,35%), cu minorități de romano-catolici (20,49%), reformați (16,36%), greco-catolici (9,54%), penticostali (7,35%) și adventiști (1,61%), iar pentru 5,91% nu se cunoaște apartenența confesională.

## Politică și administrație
Comuna Sintea Mare este administrată de un primar și un consiliu local compus din 13 consilieri. Primarul, Ciprian Ban[*], de la Partidul Național Liberal, este în funcție din octombrie 2020. Începând cu alegerile locale din 2024, consiliul local are următoarea componență pe partide politice:
|  | Partid                                 | Consilieri | Componența Consiliului | Componența Consiliului | Componența Consiliului | Componența Consiliului | Componența Consiliului |
|  | -------------------------------------- | ---------- | ---------------------- | ---------------------- | ---------------------- | ---------------------- | ---------------------- |
|  | Partidul Național Liberal              | 5          |                        |                        |                        |                        |                        |
|  | Partidul Social Democrat               | 4          |                        |                        |                        |                        |                        |
|  | Uniunea Democrată Maghiară din România | 2          |                        |                        |                        |                        |                        |
|  | Partidul S.O.S. România                | 1          |                        |                        |                        |                        |                        |
|  | Partidul Mișcarea Populară             | 1          |                        |                        |                        |                        |                        |